# Guern
Guern település Franciaországban, Morbihan megyében. Lakosainak száma 1379 fő (2022. január 1.). Guern Malguénac, Le Sourn, Melrand, Bubry, Locmalo, Séglien és Pluméliau-Bieuzy községekkel határos.

## Népesség
A település népességének változása:
| Lakosok száma | 1670 | 1534 | 1409 | 1445 | 1367 | 1343 | 1306 | 1313 | 1314 | 1379 |
|               | 1968 | 1982 | 1990 | 2006 | 2013 | 2015 | 2017 | 2019 | 2020 | 2022 |